# Boryàcies
Boryaceae és una família de plantes amb flors monocotiledònies i xeromorfes, són plantes natives d'Austràlia. Les flors dins de la seva inflorescècnia són difícils de distingir. Aquesta família ha estat reconeguda pels sistemes moderns de classificació com l'APG II del 2003 que la consideren monofilètica.
El clade fou anomenat en honor del naturalista francès Jean Baptiste Bory de Saint-Vincent.
Borya és un gènere de plantes que es troben en pendents rocallosos que reviuen (reverdeixen), després d'assecar-se durant l'estació seca, quan torna a ploure.
Aquestes plantes presenten fongs mycorrhiza del tipus arbuscular. Anteriorment els membres d'aquesta família s'incloïen en la família Anthericaceae (Dahlgren et al. 1985, Takhtajan 1997)

## Gèneres
Segons el Royal Botanic Gardens de Kew:
- Alania Endl., Gen. Pl.: 151 (1836). SE. d'Austràlia. 1 espècie.
- Borya Labill., Nov. Holl. Pl. 1: 81 (1805). Austràlia. 11 espècies.